# Ophiolepis variegata
Ophiolepis variegata is een slangster uit de familie Ophiolepididae.
De wetenschappelijke naam van de soort werd in 1856 gepubliceerd door Christian Frederik Lütken.